# Campo Belo do Sul
Campo Belo do Sul é um município brasileiro do Estado de Santa Catarina. Localiza-se a uma latitude 27º53'57" sul e a uma longitude 50º45'39" oeste, estando a uma altitude de 1017 metros. Sua população estimada em 2011 era de 7.439 habitantes e diminuindo.
Possui uma área de 1023,4 km².
Geograficamente o território é considerado como aparados da serra. 